# Алим — крымский разбойник
«Алим — крымский разбойник» — российский немой художественный фильм режиссёра Вячеслава Висковского. Экранизация одноименного романа Н. А. Попова (1895).

## Сюжет
Молодой Алим поступает работником к Ованесу-аге. Рахиль, дочь богача Ованеса, влюбляется в Алима, и вскоре молодые люди открывают друг другу свои чувства, хотя знают, что Ованес будет против их брака. Увидев однажды молодых людей вместе, Ованес, тем не менее, не решается открыто прогнать Алима, зная независимый характер дочери. Вместо этого он велит другому работнику поджечь саклю, с тем чтобы затем обвинить в поджоге Алима. Однако наказ работнику слышит старуха Изергиль, которая предупреждает Рахиль, а та, в свою очередь — Алима. Алим успевает сбежать.
На месте пожарища и, на следующий день, в кофейне Ованес-ага уверяет слушателей в том, что виновник пожара — Алим, и предполагает, что теперь беглец станет разбойником. Его рассказ слышит Бекир, на совести которого уже немало тёмных дел, и решает в дальнейшем действовать, прикрываясь именем Алима. Расчёт оправдывает себя. Рахиль, до которой дошли слухи о преступлениях, будто бы совершённых Алимом, посылает Изергиль найти молодого человека. Алим приказывает старухе не говорить Рахили о встрече с ним, а затем приходит в дом Ованеса под видом старика-врача и назначает Рахили следующее свидание.
Алим приходит к ростовщику, разорившему когда-то его семью, просит у него взаймы под большой процент. Ростовщик отказывает ему, и тогда Алим убивает и грабит его. За этим преступлением следуют другие, жертвами которых становятся богачи. Алим приобретает славу защитника бедняков, постепенно распространяющуюся по всему Крыму. Вскоре ему удаётся покончить с Бекиром, который своими преступлениями ещё порочил имя Алима. Кроме того, Алим увозит Рахиль в прибрежные горы.
Вскоре за Алимом начинается охота, за его голову обещано крупное вознаграждение, и ему приходится скрываться. Во время одного из свиданий с Рахилью, на берегу моря, Алима выслеживает брат Бекира, поклявшийся отомстить за смерть брата, и убивает молодого разбойника выстрелом из ружья.

## В ролях
| Актёр        | Роль       |
| ------------ | ---------- |
| Сергей Ценин | Алим       |
| М. Ланская   | Рахиль     |
| Агафонов     | Ованес-ага |

## Интересные факты
- Фильм сохранился не полностью.
- Разбойник Алим Азамат-оглу Айдамак (1816-1849) — реально существовавшая личность, однако со временем его жизнь обросла множеством легенд.[5]
- В 1926 году про Алима был снят ещё один фильм, режиссёром выступил Георгий Тасин, в роли Алима Х. Эмир-Заде.[6] Ранее был снят другой фильм под тем же названием предположительно в 1910 или 1912 году.[7]
- Соавтором сценария фильма был А. Булдеев[8], однако в советских послевоенных публикациях он не упоминается в связи с сотрудничеством с немецкими оккупационными властями.